# Xerophyta humilis
Xerophyta humilis là một loài thực vật có hoa trong họ Velloziaceae. Loài này được (Baker) T.Durand & Schinz miêu tả khoa học đầu tiên năm 1894.